# Monumento naturale della valle Brunone
Il Monumento Naturale della Valle Brunone è un'area naturale protetta situata nel comune di Berbenno, in Valle Imagna, provincia di Bergamo. La zona è facilmente accessibile dalla strada che porta alla Valle Imagna ed è caratterizzata dalla presenza di antiche fonti sulfuree e da importanti giacimenti paleontologici risalenti al Triassico superiore.
Quest'area è percorsa dal torrente Brunone e da varie strade secondarie che portano a cascinali e a piccole frazioni; 

## Vegetazione
È quasi interamente ricoperta da boschi di latifoglie dove prevalgono il faggio, il frassino, la betulla, il carpino, l'acero e il castagno mentre sono presenti in quantità minore il ciliegio, il pino e il noce. 

## Fonti sulfuree
Sono presenti delle sorgenti di acqua sulfurea, famose nel XIX secolo ma attualmente pressoché inutilizzate.